# Saltos del Duero
Saltos del Duero fue una empresa española dedicada a la generación de electricidad con gran relevancia en el siglo xx. Fundada en 1928, su fusión con Hidroeléctrica Ibérica en 1944 dio lugar a Iberduero.

## Historia
La fundación de la sociedad Saltos del Duero fue la confirmación de la rentabilidad de las explotaciones hidroeléctricas en la zona del Sistema Duero, que fue estudiada desde 1906 por los ingenieros Pedro Icaza, Eugenio Grasset Echevarría y José Orbegozo. La buena relación de estos dos últimos con el empresario Horacio Echevarrieta, que ya era dueño de Saltos del Ter, favoreció la integración del industrial en el proyecto. Así, Echevarrieta se hizo con los derechos de explotación sobre el Duero a ambos lados de la frontera, y ante la magnitud del proyecto, ofreció al Banco de Bilbao en la persona de su presidente José Luis Villabaso la participación en la empresa. Nació así el 3 de julio de 1918 la Sociedad Hispano-Portuguesa de Transportes Eléctricos, con una previsión de doblar la producción de electricidad desarrollada en España. Tras una serie de litigios para la explotación en la parte portuguesa del río, el 14 de diciembre de 1928 se refundó la empresa, con la entrada en el accionariado de un grupo inversor estadounidense y el Banco Urquijo, ya bajo el nombre de Saltos del Duero.
El primer embalse en ponerse en funcionamiento, el embalse del Esla, fue inaugurado en 1935. Después de la guerra civil española, y en el marco de un período de reconversión del sector propiciado por la autarquía franquista, Saltos del Duero se fusionó en 1944 con su mayor competidor, la Hidroeléctrica Ibérica, dando lugar a Iberduero.